# Torneo di Wimbledon 1936
Il Torneo di Wimbledon 1936 è stata la 56ª edizione del Torneo di Wimbledon e terza prova stagionale dello Slam per il 1936. Si è giocato sui campi in erba dell'All England Lawn Tennis and Croquet Club di Wimbledon a Londra in Gran Bretagna.

## Risultati

### Singolare maschile
Fred Perry ha battuto in finale  Gottfried von Cramm con il punteggio di 6–1 6–1 6–0.

### Singolare femminile
Helen Hull Jacobs ha battuto in finale  Hilde Sperling con il punteggio di 6–2, 4–6, 7–5.

### Doppio maschile
Pat Hughes /  Raymond Tuckey hanno battuto in finale  Charles Hare /  Frank Wilde con il punteggio di 6–4, 3–6, 7–9, 6–1, 6–4.

### Doppio femminile
Freda James /  Kay Stammers hanno battuto in finale  Sarah Palfrey Cooke /  Helen Hull Jacobs con il punteggio di 6–2, 6–1.

### Doppio misto
Dorothy Round Little /  Fred Perry hanno battuto in finale  Sarah Palfrey Cooke /  Don Budge con il punteggio di 7–9, 7–5, 6–4.